# خط مقدم

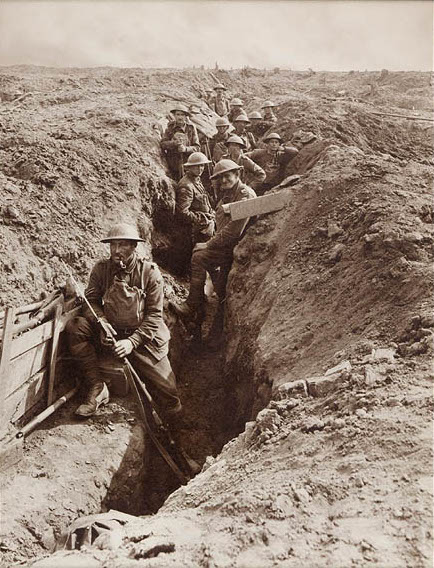
سربازان استرالیایی در سنگر خط مقدم در طول جنگ جهانی اول. عکس گرفته شده توسط کاپیتان اف. هرلی، زمانی بین اوت ۱۹۱۷ و اوت ۱۹۱۸.

خط مقدم (انگلیسی: Front line) در اصطلاحات نظامی، به موقعیت‌هایی از پرسنل و تجهیزات یک نیروی مسلح گفته می‌شود که معمولاً به نیروهای زمینی اشاره دارد. هنگامی که یک جبهه نظامی (یک مرز فرضی یا واقعی) بین طرف‌های متخاصم تشکیل می‌شود، خط مقدم منطقه‌ای است که نیروهای هر طرف در آن در موقعیت درگیری هستند. رهبران اغلب یا به‌طور هدفمند یا به دلیل فروپاشی آرایش جنگی در خطوط مقدم جنگیده‌اند. اگرچه جنگیدن در جبهه یک ریسک حساب‌شده است، اما در مواردی باعث کاهش ارتباطات و افزایش روحیه شده است. خط مقدم در تضاد مستقیم با پشت جبهه است که دورترین موقعیت از درگیری است.
تمام شاخه‌های نیروهای مسلح ایالات متحده از اصطلاحات فنی مرتبط، خط مقدم (برای نیروهای خودی) و لبه جلویی منطقه نبرد (برای خط مقدم نیروهای دشمن)، بجای واژه کلی خط مقدم استفاده می‌کنند. این اصطلاحات به عنوان اقدامات کنترلی فضای نبرد استفاده می‌شوند که نیروهای دریایی یا زمینیِ دوستِ مقدم را در میدان نبرد در یک نقطه زمانی مشخص در طول یک درگیری مسلحانه مشخص می‌کنند.

## ریشه‌شناسی
اگرچه اصطلاح «خط مقدم» برای اولین بار در دهه ۱۵۲۰ ظاهر شد، اما تا سال ۱۸۴۲ طول کشید تا در معنای نظامی مورد استفاده قرار گیرد. اولین استفاده از آن به عنوان صفت از سال ۱۹۱۵ بود.
کلمه «جبهه» در اواسط قرن چهاردهم معنای نظامی «بخش اصلی یک ارتش» را به دست آورد، که به نوبه خود باعث شد این کلمه در دهه ۱۶۶۰ به معنای «میدان عملیات در تماس با دشمن» باشد. این معنا منجر به عبارت جبهه خانگی شد که برای اولین بار در سال ۱۹۱۹ ظاهر شد. در یک موقعیت غیرجنگی یا زمانی که موقعیت جنگی فرض نمی‌شود، جبهه می‌تواند به معنای جهتی باشد که فرماندهی با آن روبرو است.
نسخه صفتی وصفی اصطلاح خط مقدم (مانند "پرسنل خط مقدم ما") تجهیزات یا پرسنلی را توصیف می‌کند که برای استفاده یا به‌طور فعال در خط مقدم، در دریا، زمین یا هوا در نظر گرفته شده‌اند.